# La lengua de las mariposas
La lengua de las mariposas es una película española de 1999 dirigida por José Luis Cuerda y guionizada por Rafael Azcona. Se trata de una adaptación cinematográfica de tres cuentos –La lengua de las mariposas, Un saxo en la niebla y Carmiña– publicados en la colección de relatos ¿Qué me quieres, amor? de Manuel Rivas. Recorre los últimos días de la república de Azaña y los primeros de la Guerra Civil a través de la mirada de un niño y de los habitantes de un pequeño pueblo de Galicia.

## Argumento
El largometraje se narra en un pueblo de Galicia durante el invierno de 1936 cuando el país vivía en la Segunda República. Moncho, el protagonista, es un niño de ocho años. Debe empezar a ir a la escuela, antes no pudo por su asma, pero no quiere por su temor a que los profesores le peguen. Sin embargo, estas no son las intenciones de Don Gregorio, su maestro. Él cree en otra forma de educar a una generación para que crezca conociendo la libertad. En el primer día de clase se presenta una escena en la que Moncho se pone en evidencia delante de la clase al orinarse encima y sale huyendo. Se esconde en el bosque hasta que su hermano lo encuentra. Una vez resuelta la situación, Moncho se reincorpora a la clase. A partir de ese momento, su actitud comienza a cambiar hacia un interés activo por todo lo que aprende en la escuela. Don Gregorio y Moncho entablan una agradable amistad. Fuera del aula es donde el maestro le enseña mediante la observación. Moncho se vuelve cada vez más curioso.
Por otro lado, la familia de Moncho está formada por una madre creyente y tradicional, Rosa, y un padre progresista y ateo, Ramón. A pesar de las diferencias, la convivencia familiar es igualmente agradable. El hermano mayor de Moncho, Andrés, tiene quince años y va a representar el puente de unión de Moncho con el mundo de los adultos.
Mientras tanto, en el pueblo se siguen con atención las noticias radiofónicas que anuncian el estado político. Es así como la madre de Moncho conoce la captura de republicanos que está llevando a cabo el bando fascista. Sabiendo que su marido podría ser recluido por sus ideales obliga a su familia a cambiar sus modales y a dejar de hablar con republicanos. Dejan de tratar con sus amigos para volverse sus enemigos. El estado pacífico del pueblo se transforma con la llegada de la Guerra Civil. Los vecinos acaban acusándose entre ellos. Como consecuencia de esta situación, Don Gregorio y otros ciudadanos con sus mismos ideales acaban arrestados en un camión sin vuelta atrás. Siguiendo la nueva realidad, la familia de Moncho se une a los insultos de los recluidos. En la escena final de la película Moncho corre tras el camión entre lágrimas insultando a Don Gregorio, tirándole piedras y exclamándole las palabras descriptivas de la mariposa que él le reiteraba. Las palabras son espiritrompa (la lengua de las mariposas) y ptilonorrinco.

## Temática
Una de las temáticas del largometraje es la Guerra Civil, pudiendo considerarse un ejemplo de recuperación de la memoria histórica en el ámbito cinematográfico. La lengua de las mariposas es un punto de partida para comenzar a hablar del pasado desde el punto de vista de la sociedad. Lo hace, además, desde la perspectiva de un niño, relata, por tanto, las secuelas traumáticas de la contienda. El tema político se convierte en la película en tema central. Se destaca la considerable división de las dos Españas: la tradicional, católica y rígida y la “democrática” y “avanzada”. También se muestra la intervención de la religión en las decisiones de estado. Esto en la obra literaria pasa más a un segundo plano. Y, por último, trata la migración de los muchos jóvenes gallegos hacia América huyendo de la guerra de Marruecos. Este asunto se equipara al momento en el que Moncho huye de la escuela en su primer día y dice que quiere irse él también a América como están haciendo otros.
Pero este no es el único punto de vista que toma la obra, lo hace también desde el ámbito ético y educativo. La relación entre Moncho y Don Gregorio explicita una justificación de la utilidad de la educación basada en la libertad frente aquella basada en la represión. Se puede ver también la historia de amistad que encierra la película. Pero no solo se muestra el lado positivo de amigos con ideologías distintas, sino también la situación a la que llegan cuando el momento político que viven les hace llegar al límite.

## Técnicas
Para contextualizar al público sobre el pasado histórico, el director de fotografía inicialmente crea un ambiente de anterioridad al inicio de la obra a través del uso imágenes en blanco y negro. Además del momento en el que se desarrolla esta historia, se informa también al espectador de dónde va a ser. Se ven lavanderas en el río, niños jugando o el mercado del pueblo. Esto adelanta que la historia que se va a contar es de gente común. Cuando la cámara llega a la familia de Moncho esta hace zoom y la imagen se tiñe de color. No utiliza, sin embargo, técnicas como el flash forward o el flashback. La lineal temporal que sigue la narración es lineal. Es un montaje clásico que pretende dar coherencia a las partes desarrolladas. La información proporcionada al espectador no se da con una narración en primera persona ni en off, sino a través del personaje principal, Moncho.
El argumento se desarrolla en las cuatro estaciones y todas ellas van a llevar información implícita. Durante los meses de invierno se crea un ambiente de miedo y terror. Se sitúan en este momento espacios cerrados, ya sean las casas, la escuela o la taberna. Esto refleja hermeticidad. En cambio, en los meses de primavera y verano se muestra la relación de amistad de Moncho y sus experiencias de aprendizaje. El ambiente es cálido y los lugares se vuelven abiertos, como el campo o la plaza. Esta progresiva liberación que retrata la fotografía de la película se sintoniza con el cambio que experimenta Moncho: pierde la inocencia y el miedo que le caracterizaba al comienzo y se vuelve más seguro de sí mismo. El director es capaz de sintetizar estos tres meses de manera breve. Para ello utiliza la elipsis que representan un vacío temporal entre una escena y la siguiente.
La obra sabe volcar su aspecto más realista al mostrar a los representantes del Gobierno en la prensa o la propaganda. Además de incluir la necesidad de información del momento satisfecha por la radio. Sin este elemento la actitud de los personajes y el pueblo entero no hubiese tornado como lo hizo hasta el desenlace. Se ve también en los decorados y vestuario. Los elementos que configuran la escuela y las casas son acordes al momento histórico que se refleja. El director combina rugosidad en ambientes oscuros con la luminosidad de los escenarios abiertos. A través de esta contraposición los lugares cerrados como son las casas o la escuela se convierten en sitios de autoridad; mientras que los espacios que usa Don Gregorio para investigar y que sus alumnos adquieran conocimientos inspira libertad, pues se trata de lugares tan abiertos y luminosos como lo es el campo.

## De la literatura al cine
Rafael Azcona se basa en tres cuentos para escribir el guion. La lengua de las mariposas es el eje central de la historia cinematográfica tomando así su nombre. Un saxo en la niebla y Carmiña son dos cuentos de los que extrae personajes, espacios y motivos argumentales para completar la trama principal. En el paso del cuento al largometraje, el protagonista cambia de nombre de Pardal a Moncho. En relación con este personaje se incorpora en la obra cinematográfica el de Aurora, una niña que se convierte en su amor infantil. Con esta creación se contrapone a los amores adolescentes y adultos. Se incorpora también el personaje de Andrés como hermano de Moncho, que sale del cuento Un saxo en la niebla. Carmiña, por su parte, aparece como la hija ilegítima de Ramón. A través de esta nueva red familiar, las relaciones son más complicadas que en los cuentos.
En las amistades de Moncho también se dan cambios. Aparece Roque como sustituto de Dombodán, hijo, además del tabernero (también con el nombre de Roque). Las confrontaciones en la escuela las deja de tener con Eladio y aparece José María, hijo de Avelino. Este último personaje representa el poder caciquil y opresivo. Otros personajes como son el cura, la guardia civil o el alcalde cobran más fuerza en el largometraje en comparación con su acción en los cuentos. 
Igualmente la Orquesta Azul que aparece en la película viene de Un saxo en la niebla. El vocalista de este grupo mantiene el mismo final que el maestro por la idea de que los músicos incitan a una vida bohemia y poco convencional incompatible con la nueva época que llegaba.
En general, los personajes se mantienen fieles a sus orígenes en los cuentos. Se añaden algunos nuevos o se aumenta el protagonismo de otros. Todo ello ayuda a que las relaciones que se establecen y desarrollan en la obran sean de un entramado más complejo. Sin embargo, cabe destacar un anacronismo que se ve en la película. En varias escenas se puede observar a Moncho y Andrés con la Enciclopedia Álvarez, un libro propio del régimen franquista. Este esta sacado del cuento Un saxo en la niebla cuya ambientación es posterior a la de La lengua de las mariposas. Azcona prefirió dejar el error y no eliminar así el ambiente poético que otorga el episodio.

## Reparto
- Fernando Fernán Gómez como Don Gregorio
- Manuel Lozano como Moncho
- Gonzalo Martín Uriarte como Ramón
- Uxia Blanco como Rosa
- Alexis de los Santos como Andrés
- Elena Fernández como Carmiña
- Guillermo Toledo como O'Lis
- Tamar Novas como Roque

### Personajes

#### Don Gregorio
Don Gregorio es un personaje muy importante e ilustrativo. Se trata de un profesor que imparte clases en un pueblo de Galicia. Con veintitrés años se quedó viudo y desde entonces dedica su vida a la enseñanza. En la película aparece con una avanzada edad. Es un hombre con ideales republicanos y laico. Todo ello influirá en su forma de dar clases, ya que rompe con el estereotipo del profesor de la época: no castiga ni pega a sus alumnos. Muestra en el aula su peculiar amabilidad y carisma. Es por ello que consigue establecer una relación cercana y agradable con Moncho.

#### Moncho
Es el personaje principal. Se convierte en el alumno preferido de Don Gregorio. Al principio de la película se muestra tímido, con miedo y desconfianza. Este temor se refleja en su insistencia en no querer ir a clase por miedo a que le pegaran. Su personalidad y su asma hacen que le cueste desenvolverse. El desarrollo de este personaje se fomenta, en parte, por la compañía de Don Gregorio. Este, Don Gregorio, alimenta su curiosidad y aprendizaje. Moncho demuestra cada vez más su creciente capacidad cognitiva e inteligencia. Su patente inocencia e ingenuidad aportan la visión de un niño en un contexto como el de la Guerra Civil.

#### Ramón
Es el padre de Moncho y esposo de Rosa. Trabaja como sastre. Tiene ideología republicana y se muestra despreocupado frente a las posibles consecuencias que pueda traerle. Al compartir ideales con el maestro Don Gregorio, muestra una gran simpatía con el profesor hasta el punto de querer hacerle un traje. Sus acciones dentro de la película son esporádicas, pero concisas.

#### Rosa
Es la madre de Moncho y esposa de Ramón. Se inclina hacia la religión, aunque es consciente también de los beneficios que ha traído la República como el sufragio femenino y la nueva educación.

## Banda sonora
La banda sonora de La lengua de las mariposas fue creada por el director Alejandro Amenábar. La música será igualmente un punto de apoyo para la intención narrativa que requiera cada escena. Esta banda sonora está compuesta por los diecisiete cortos musicales que se muestran a continuación.
| Número | Título                     |
| ------ | -------------------------- |
| 1      | Genérico                   |
| 2      | La huida                   |
| 3      | Carmiña                    |
| 4      | La lengua de las mariposas |
| 5      | La excursión               |
| 6      | La nena                    |
| 7      | El funeral                 |
| 8      | El grillo rey              |
| 9      | Traje nuevo                |
| 10     | La nena y los lobos        |
| 11     | La despedida               |
| 12     | La jubilación              |
| 13     | La muerte de Tarzán        |
| 14     | El tilonorrinco            |
| 15     | Cobardía                   |
| 16     | La plaza                   |
| 17     | Créditos finales           |

## Premios y nominaciones
Goya (XIV edición)
| Categoría                     | Receptor                                               | Resultado |
| ----------------------------- | ------------------------------------------------------ | --------- |
| Mejor película                | José Luis Cuerda                                       | Nominado  |
| Mejor director                | José Luis Cuerda                                       | Nominado  |
| Mejor actor protagonista      | Fernando Fernán Gómez                                  | Nominado  |
| Mejor actor revelación        | Manuel Lozano                                          | Nominado  |
| Mejor guion adaptado          | Rafael Azcona, José Luis Cuerda y Manuel Rivas         | Ganador   |
| Mejor música original         | Alejandro Amenábar                                     | Nominado  |
| Mejor fotografía              | Javier G. Salmones                                     | Nominado  |
| Mejor montaje                 | Nacho Ruiz Capillas                                    | Nominado  |
| Mejor dirección artística     | Josep Rosell                                           | Nominado  |
| Mejor dirección de producción | Emiliano Otegui                                        | Nominado  |
| Mejor diseño de vestuario     | Sonia Grande                                           | Nominado  |
| Mejor maquillaje y peluquería | Ana López Puigcerver y Teresa Rabal                    | Nominado  |
| Mejor sonido                  | Daniel Goldstein, Ricardo Steinberg y Patrick Ghislain | Nominado  |

Medallas del Círculo de Escritores Cinematográficos
| Categoría            | Persona       | Resultado |
| -------------------- | ------------- | --------- |
| Mejor guion adaptado | Rafael Azcona | Ganador   |